# 1833 en science
| Années de la science : 1830 - 1831 - 1832 - 1833 - 1834 - 1835 - 1836    |
| Décennies de la science : 1800 - 1810 - 1820 - 1830 - 1840 - 1850 - 1860 |

Cet article présente les faits marquants de l'année 1833 en science.

## Événements

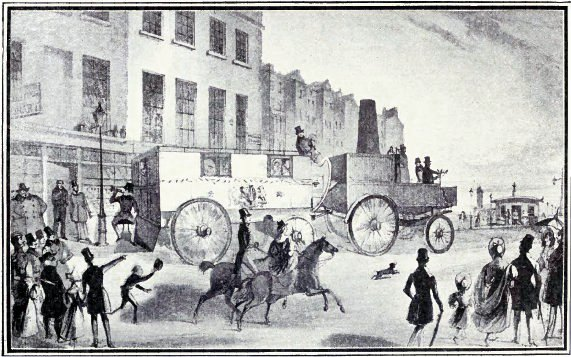
Le char à vapeur de Charles Dance quitte Londres pour Brighton.

- 3 mai : création de la Royal Entomological Society à Londres[1].
- 23 mai : le physicien britannique Michael Faraday lit à la Royal Society un mémoire « Sur une nouvelle loi de la conduction électrique » (On a new law of electric conduction), puis le 20 juin un mémoire sur la décomposition électrochimique (On electrochemical decomposition)[2]. Il établit sa loi fondamentale de l'électrolyse[3].
- 5 juin : Charles Babbage rencontre Ada Lovelace, une jeune fille de dix-sept ans, qui va collaborer avec lui pour la programmation de sa machine analytique[4].
- 20 septembre : premier voyage de la voiture à vapeur de Charles Dance entre Londres et Brighton[5].

- Octobre : dans un article intitulé On a general method of expressing the paths of light and of the planets by the coefficients of a characteristic function publié dans la Dublin Review, le mathématicien irlandais William Rowan Hamilton entreprend de reformuler la mécanique newtonienne à partir des équations de Lagrange (mécanique hamiltonienne)[6].

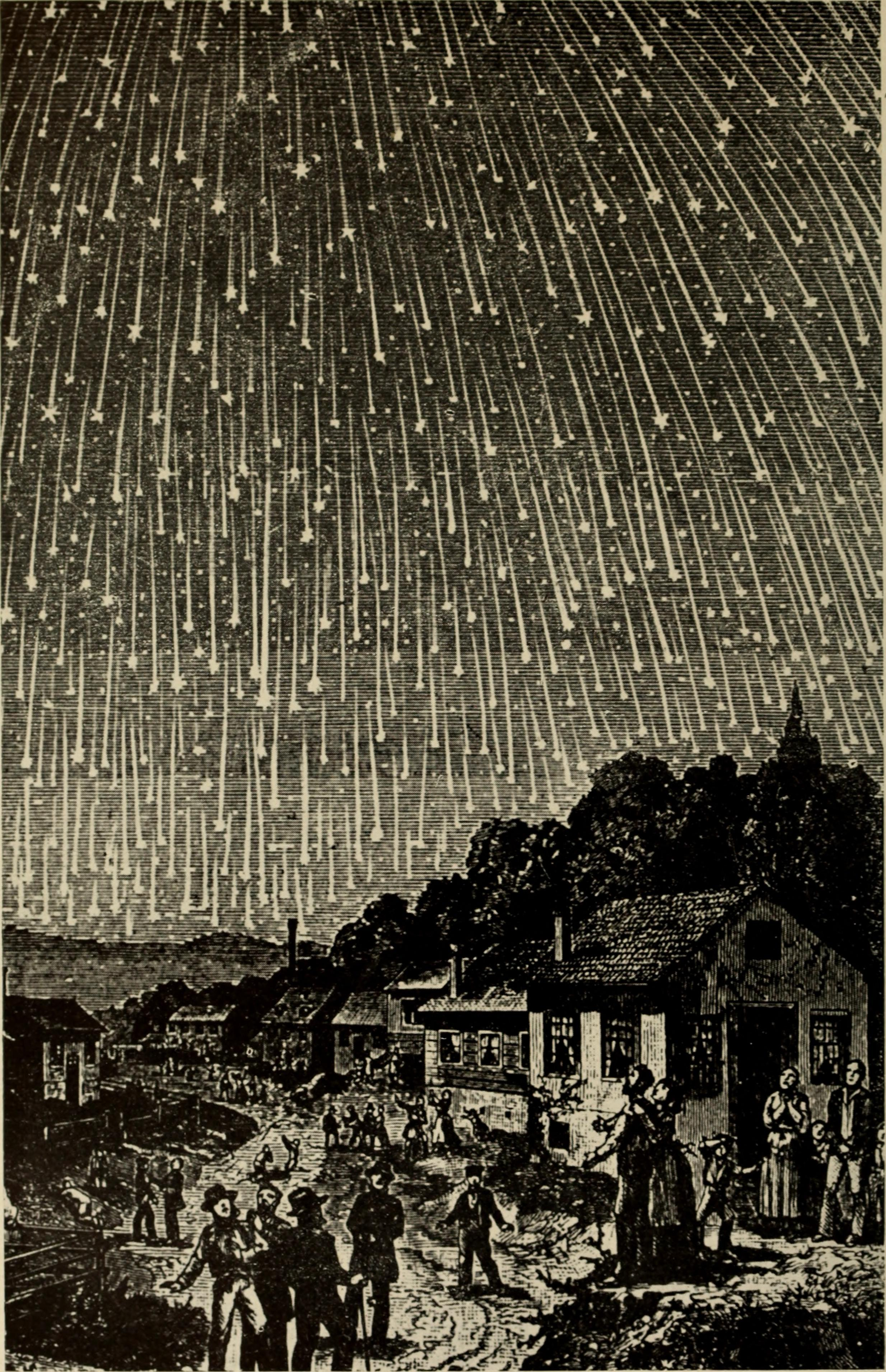
Les Léonides en 1833.

- 12-13 novembre : une extraordinaire pluie d'étoiles filantes (Léonides) est observée en Amérique du Nord[7].

- 29 novembre : le physicien russe Lenz formule la loi sur le sens des courants induits devant l'Académie des sciences de Saint-Pétersbourg[8].

- Gauss et Weber font des essais de télégraphe électromagnétique à l'Université de Göttingen[9].

## Publications
- George Robert Gray : Entomology of Australia.
- André-Michel Guerry : Essai sur la statistique morale de la France.
- Katherine Sophia Kane : The Irish Flora.
- Philippe-Charles Schmerling : Recherches sur les ossements fossiles découverts dans les cavernes de la province de Liège.
- Charles Knight commence la publication de la Penny Cyclopædia (1833-1843).

## Prix
- Médailles de la Royal Society
  - Médaille royale : John Frederick William Herschel et Augustin Pyrame de Candolle

## Naissances

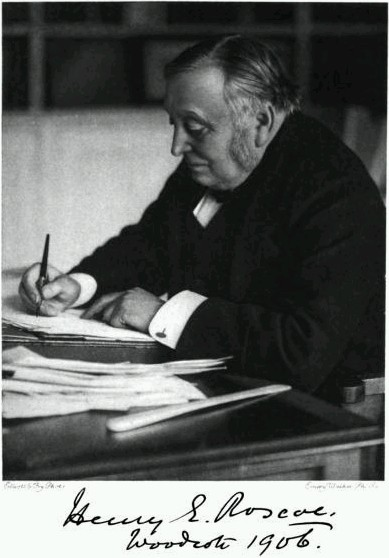
Henry Enfield Roscoe

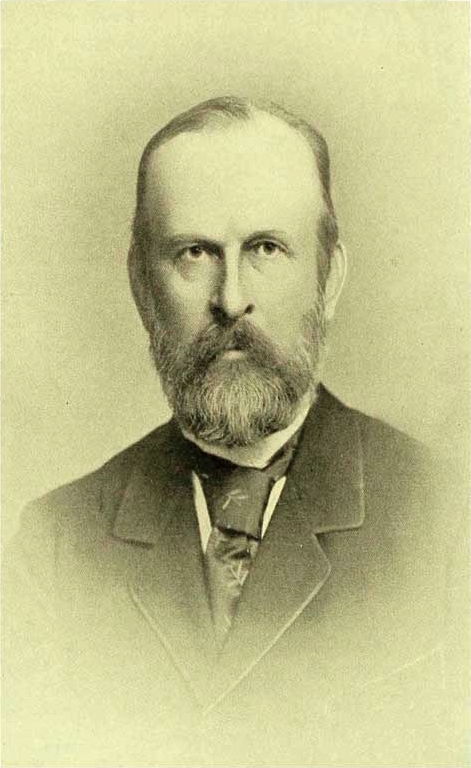
Ferdinand von Richthofen

- 7 janvier : Henry Enfield Roscoe (mort en 1915), chimiste britannique.
- 29 janvier : Pierre Desbassayns de Richemont (mort en 1912), archéologue et homme politique français.

- 13 février : Auguste Scheurer-Kestner (mort en 1899), chimiste, industriel et homme politique alsacien.
- 20 février : Eduard Hagenbach-Bischoff (mort en 1910), physicien et mathématicien suisse.
- 17 mars : Charles Edwin Wilbour (mort en 1896), journaliste et égyptologue américain.
- 15 avril : Maurice Lœwy (mort en 1907), astronome français.
- 5 mai : Ferdinand von Richthofen (mort en 1905), géologue allemand.
- 17 mai : Albert Falsan (mort en 1902), géologue français.
- 22 juillet : Friedrich Hultsch (mort en 1906), étruscologue et mathématicien allemand.
- 26 juillet : Alexander Henry Rhind (mort en 1863), égyptologue écossais.
- 27 juillet : Thomas George Bonney (mort en 1923), géologue britannique.
- 28 septembre : Henri Auguste Delannoy (mort en 1915), mathématicien et historien français.
- 4 octobre : John Anderson (mort en 1900), naturaliste et médecin écossais.
- 15 octobre : Johannes Dümichen (mort en 1894), égyptologue prussien.
- 21 octobre : Alfred Nobel (mort en 1896),  chimiste, industriel et fabricant d'armes suédois.
- 12 novembre : Alexandre Borodine (mort en 1887), compositeur, chimiste et médecin russe.
- 20 novembre : Auguste Castan (mort en 1892), archéologue et historien français.
- 11 décembre : François Folie (mort en 1905), astronome belge.

## Décès
- 6 février :

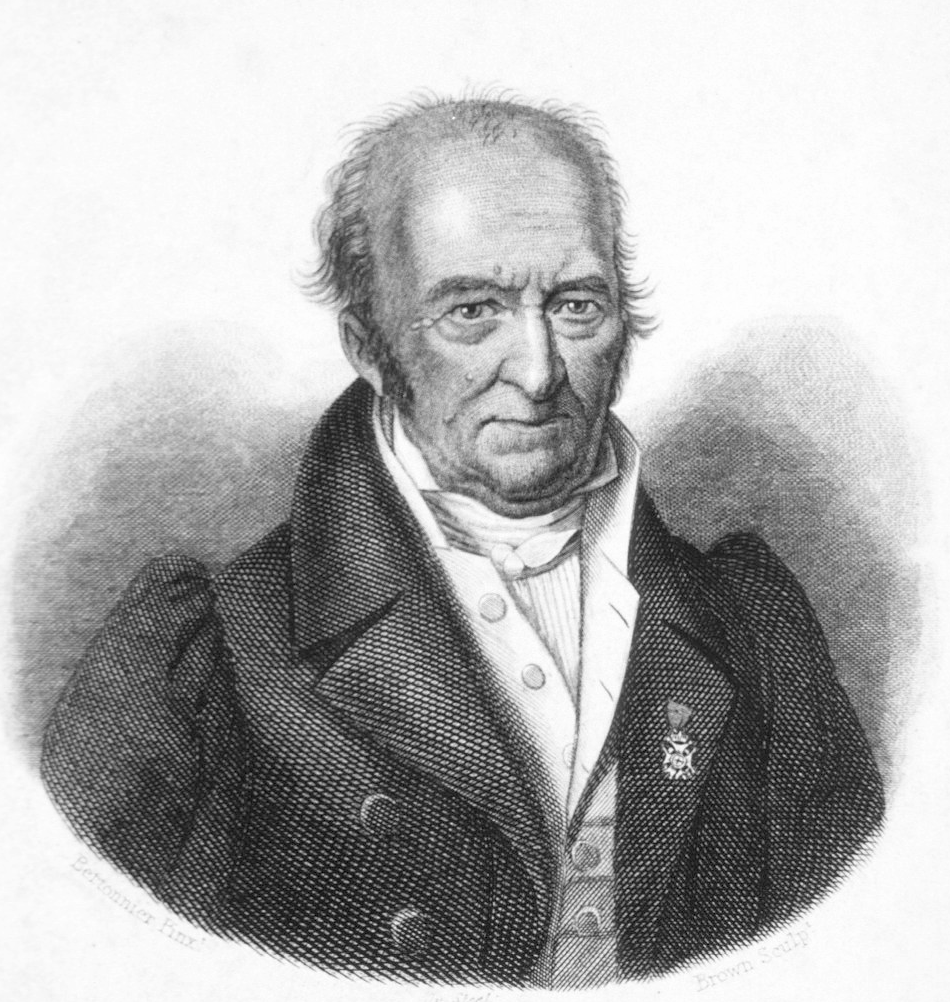
Pierre André Latreille

  - Fausto de Elhúyar (né en 1755), chimiste espagnol.
  - Pierre André Latreille (né en 1762), entomologiste français.
- 15 mars : Kurt Sprengel (né en 1766), botaniste et médecin allemand qui a amélioré la classification de Carl von Linné.
- 12 avril : Polydore Roux (né en 1792), peintre et naturaliste français.
- 22 avril : Richard Trevithick (né en 1771), ingénieur et inventeur. Il a travaillé sur les machines à vapeur.
- 11 mai : Charles-Jean-Marc Lullin (né en 1752), agronome suisse.
- 13 mai : Johann Georg von Soldner (né en 1776), physicien, mathématicien et astronome allemand.
- 5 juillet : Nicéphore Niépce (né en 1765), inventeur français.
- 9 août : Godfrey Higgins (né en 1772), archéologue britannique.
- 31 octobre : Johann Friedrich Meckel (né en 1781), anatomiste allemand.
- 16 novembre : René Desfontaines (né en 1750), botaniste français.
- Jacques-Antoine Delpon (né en 1778), homme de lettres et archéologue français.
- 22 décembre : Henry Parkyns Hoppner (né en 1795), explorateur, peintre et officier de la Royal Navy.